# Barum (Uelzen)
Barum é um município da Alemanha localizado no distrito de Uelzen, estado da Baixa Saxônia.
Pertence ao Samtgemeinde de Bevensen.